# Rivers Cuomo
Rivers Cuomo (New York, 13 giugno 1970) è un cantante e chitarrista statunitense.
È membro del gruppo alternative rock/emo Weezer. Dal 2008 ha inoltre avviato una sua carriera solista, pubblicando Alone: The Home Recordings of Rivers Cuomo, che raccoglie alcune demo realizzate da solo dal cantante tra il 1992 e il 2007.
All'interno dei Weezer, Cuomo canta e suona la chitarra, ma sa anche suonare la batteria, il clarinetto, la tromba, il basso e l'armonica.
È il portavoce di un progetto musicale casalingo chiamato Homie, ha militato in una band di progressive metal che aveva formato ai tempi del liceo, chiamata  Avant Garde, e ha collaborato con diverse band e musicisti, tra i quali Cold, Crazy Town, Foo Fighters e Mark Ronson.
Di origini italiane, tedesche ed inglesi, ha dichiarato che il suo nome, "Rivers", gli è stato dato dalla madre per via del luogo di nascita, ovvero tra i fiumi (in inglese, rivers) East River e Hudson, dove è situata Manhattan, e dal padre in omaggio a due calciatori italiani, Rivera e Riva.

## Discografia

### Con i Weezer
- 1994 – Weezer
- 1996 – Pinkerton
- 2001 – Weezer
- 2002 – Maladroit
- 2005 – Make Believe
- 2008 – Weezer
- 2009 – Raditude
- 2010 – Hurley
- 2010 – Death to False Metal
- 2014 – Everything Will Be Alright in the End
- 2016 – Weezer
- 2017 – Pacific Daydream
- 2019 – Weezer
- 2019 – Weezer
- 2021 – OK Human
- 2021 – Van Weezer

### Da solista
Raccolte
- 2007 - Alone: The Home Recordings of Rivers Cuomo
- 2008 - Alone II: The Home Recordings of Rivers Cuomo
- 2011 - Alone III: The Pinkerton Years (autoprodotto)
- 2011 - Alone VII: The Green Years (autoprodotto)

Album dal vivo
- 2009 - Not Alone – Rivers Cuomo and Friends: Live at Fingerprints

### Collaborazioni
- 1998 - Homie - "American Girls", dalla colonna sonora di Meet the Deedles: voce, chitarra, testi e melodia.
- 1999 - The Rentals - "My Head is in the Sun", da Seven More Minutes: in collaborazione con Matt Sharp.
- 2002 - Crazy Town - "Hurt You So Bad", da Darkhorse: chitarra solista
- 2003 - Cold - "Stupid Girl", da Year of the Spider: voce, testi
- 2003 - Mark Ronson - "I Suck", from Here Comes the Fuzz: voce, chitarra, produzione
- 2007 - The Relationship - "Hand to Hold", in collaborazione con Brian Bell, una versione ri-elaborata dei primi demo di Make Believe
- 2010 - B.o.B - "Magic", singolo dall'album di esordio di B.o.B, B.o.B Presents: The Adventures of Bobby Ray
- 2011 - Simple Plan - "Can't Keep My Hands Off You", singolo dal quarto album dei Simple Plan.
- 2011 - Steve Aoki - "Earthquakey People", singolo del primo album di Steve Aoki Wonderland.
- 2011 - Hitomi - "Rollin' wit da Homies", brano contenuto nell'album "SPIRIT" di Hitomi.
- 2021 - Billy Talent - "End of Me", singolo di lancio del sesto album del gruppo canadese Crisis of Faith.